# جائزة روميلهارت
جائزة روميلهارت للمساهمة في الأسس النظرية للإدراك البشري (بالإنجليزية: DAVID E. RUMELHART PRIZE)‏ وهي جائزة علمية أُنشئت الجائزة عام 2001 تقديراً للعالم ديفيد روميلهارت [الإنجليزية] المتخصص في العلوم المعرفية، وتُعد مكافئة لجائزة نوبل في مجالها.
تمنح الجائزة سنوياً في اجتماع جمعية العلوم المعرفية، ويُلقي الفائز بالجائزة محاضرة ويستلم صَكَّاً بقيمة 100 ألف دولار أمريكي، في ختام الحفل يُعلن عن الفائز في السنة المقبلة. تُمول الجائزة من مؤسسة روبرت جاي غلوشكو وباميلا سامويلسون [الإنجليزية].
لجنة جائزة روميلهارت هي لجنة مستقلة عن جمعية العلوم المعرفية، إلا أنَّ الجمعية تهتم بالجائزة وتوفر جمهوراً لها.

## الحاصلون على الجائزة
| السنة | الفائز                         | السبب | المرجع |
| ----- | ------------------------------ | --- | ------ |
| 2001  | جيوفري هينتون                  | لعمله على تدريب الانتشار الخلفي الشبكات العصبونية متعددة الطبقات، ولعمله على الدماغ                                                                                              | [ 1 ]  |
| 2002  | ريتشارد شيفرين                 | مساهماته في التحليل المنهجي للإدراك البشري | [ 2 ]  |
| 2003  | أرافيند جوشي [الإنجليزية]      | المساهمات المعاصرة في التحليل المنهجي للإدراك البشري. | [ 3 ]  |
| 2004  | جون روبرت أندرسون              | تطوير نظريات حسابية للدماغ | [ 4 ]  |
| 2005  | بول سمولينسكي [الإنجليزية]     | تطوير بنية نظام التحكم الصناعي، وهو نموذج الإدراك الذي يهدف إلى توحيد الترابط مع الرمزية. تشير التمثسبات الرمزية والعمليات لمجردات في الوصلة الأساسية أو للشبكة العصبية الصناعية |        |
| 2006  | روجر شيبرد                     | |        |
| 2007  | جيفري إلمان                    | |        |
| 2008  | شمعون أولمان                   | |        |
| 2009  | سوزان كاري                     | |        |
| 2010  | جيمس ماكليلاند                 | |        |
| 2011  | جوديا بيارل                    | |        |
| 2012  | بيتر دايان [الإنجليزية]        | |        |
| 2013  | ليندا بي. سميث                 | |        |
| 2014  | راي جاكندوف                    | |        |
| 2015  | ميخائيل آي. جوردن              | |        |
| 2016  | ديدري غينتنر [الإنجليزية]      | |        |
| 2017  | ليلا غلايتمان [الإنجليزية]     | |        |
| 2018  | ميشيل تانينهاوس [الإنجليزية]   | |        |
| 2019  | ميشلين تشي [الإنجليزية]        | |        |
| 2020  | ستانيسلاس ديواين [الإنجليزية]  | |        |
| 2021  | سوزان جولدين ميدو [الإنجليزية] | |        |
| 2022  | ميشيل توماسيلو [الإنجليزية]    | |        |